# 697
Cette page concerne l'année 697  du calendrier julien. Pour l'année 697 av. J.-C., voir 697 av. J.-C.
L'année 697 est une année commune qui commence un lundi.

## Événements
- Les Berbères commandés par la reine al-Kahina écrasent l’armée arabe de Hassan près de Tébessa et la rejette en Tripolitaine[3].
- Début du règne de Mercure (Merkurios), roi de Makurie, en Nubie (fin en 710). Sous son règne, un très grand nombre d’églises fortifiées sont construites dans le royaume de Dongola pour lutter à la fois contre les attaques des musulmans d’Égypte et des nomades bedja[4].

- L'arabe devient la langue officielle de l'administration en Irak[5].

- Synode de Birr (date approximative). L'Église d'Irlande du Nord accepte le calcul romain de la date de Pâque[6]. L'abbé de Iona Adomnan fait ratifier le Cain Adamnain, destiné à assurer la protection en cas de conflits, des femmes des enfants et des gens d'église[7].
- Venise élit son premier doge, Paolo Lucio Anafesto, et prend son autonomie envers Byzance[8].
- Pépin de Herstal donne à saint Ursmer, abbé de Lobbes, entre 697 et 713 les villae de Leernes et de Trazegnies[3].